# NN-173
La carretera NN‑173 es una vía departamental secundaria ubicada en el departamento de Managua. Une el municipio de San Rafael del Sur con la comunidad costera de Masachapa, sirviendo como corredor turístico hacia el litoral del Pacífico.

## Trazado y cruces
| km   | Localidad / Punto  | Departamento | Conexión / Ruta |
| ---- | ------------------ | ------------ | --------------- |
| 0,0  | San Rafael del Sur | Managua      |                 |
| 4,5  | San Pablo          | Managua      | Camino local    |
| 7,15 | Masachapa          | Managua      | NIC-16          |

## Coordenadas
Uno de los tramos de la NN‑173 puede ser encontrado en las coordenadas: 11°46′09″N 86°30′50″O / 11.7692, -86.5139